# En ha-Mifrac
En ha-Mifrac (hebr. עין המפרץ; ang. En HaMifraz, lub także Ein HaMifratz; pol. Wiosenna Zatoka) – kibuc położony w Samorządzie Regionu Matte Aszer, w Dystrykcie Północnym, w Izraelu. Członek Ruchu Kibuców (Ha-Tenu’a ha-Kibbucit).

## Położenie
Kibuc jest położony na wysokości 4 metrów n.p.m. w północnej części równiny przybrzeżnej Izraela, w odległości 1 km od wybrzeża Zatoki Hajfy. W odległości około 2 km na wschód rozpoczynają się wznosić wzgórza Zachodniej Galilei. Wzdłuż wschodniej i północnej granicy kibucu przepływa strumień Naaman, za którym są położone liczne stawy hodowlane. W otoczeniu kibucu En ha-Mifrac są położone miasta Akka i Tamra, miejscowości Dżudajda-Makr i Kabul, kibuce Jasur i Kefar Masaryk, oraz moszaw Achihud. Na zachód od kibucu znajduje się strefa przemysłowa South Akko Industrial Park.

### Podział administracyjny
En ha-Mifrac jest położony w Samorządzie Regionu Matte Aszer, w Poddystrykcie Akka, w Dystrykcie Północnym.

## Demografia
Stałymi mieszkańcami kibucu są wyłącznie Żydzi. Tutejsza populacja jest świecka:

Źródło danych: Central Bureau of Statistics.

## Historia
Na początku XX wieku tutejszą ziemię wykupiły od arabskich właścicieli żydowskie organizacje syjonistyczne. Grupa założycielska kibucu zawiązała się w 1930 roku. W jej skład wchodzili członkowie młodzieżowej organizacji syjonistycznej Ha-Szomer Ha-Cair z Galicji. Zamieszkali w obozie namiotowym w osiedlu Bat Gallim w Hajfie, i pracowali w Porcie Hajfy. Podczas arabskiego powstania w Palestynie (1936–1939) postanowiono wzmocnić żydowską obecność w rejonie miasta Akka. Dlatego do grupy założycielskiej dołączyli nowi imigranci z Polski i Niemiec, i w dniu 25 sierpnia 1938 roku założono kibuc En ha-Mifrac. Była to typowa osada obronna, z wieżą obserwacyjną i obronną palisadą. Kibuc został kilkakrotnie zaatakowany przez arabskie milicje. Mieszkańcy byli nastawieni na rozwój rybołówstwa i rolnictwa, napotkano jednak na poważne trudności z powodu piaszczystego ujścia rzeki Naaman oraz okolicznych słonych mokradeł. Dopóki nie osuszono bagien wielu mieszkańców cierpiało chorując na malarię. Przyjęta 29 listopada 1947 roku Rezolucja Zgromadzenia Ogólnego ONZ nr 181 przyznała ten obszar państwu żydowskiemu. Gdy kilka dni później wybuchła wojna domowa w Mandacie Palestyny, siły Arabskiej Armii Wyzwoleńczej rozpoczęły atakowanie żydowskich linii komunikacyjnych w całej Galilei. Kibuc En ha-Mifrac znalazł się wówczas na linii frontu, broniąc drogi dojazdowej do miasta Akka. Stacjonował tu oddział szturmowy Palmach. Sytuacja ustabilizowała się, gdy w pierwszych dniach I wojny izraelsko-arabskiej Izraelczycy przejęli kontrolę nad całą okolicą. Pod koniec lat 90. XX wieku kibuc znalazł się w głębokim kryzysie gospodarczym. Wymusiło to przeprowadzenie w 2004 roku częściowej prywatyzacji.

## Edukacja
Kibuc utrzymuje przedszkole. Na południe od osady jest położona wioska edukacyjna ze szkołą podstawową. Starsze dzieci są dowożone do gimnazjum i szkoły średniej w kibucu Ewron.

## Kultura i sport
W kibucu jest ośrodek kultury z biblioteką. Z obiektów sportowych jest basen pływacki, sala sportowa z siłownią oraz korty tenisowe. Przy szkole jest położone boisko do piłki nożnej oraz sala sportowa. Blisko kibucu znajduje się Stadion Miejski w Akce.

## Gospodarka
Gospodarka kibucu opiera się na rolnictwie, sadownictwie i hodowli ryb. We współpracy z kibucem Gaton wybudowano zakład produkujący wosk. Spółka I.M.A. Engineering Ltd. produkuje różnorodne opakowania dla potrzeb przemysłu i rolnictwa. Część mieszkańców dojeżdża do pracy w pobliskich strefach przemysłowych.

## Infrastruktura
W kibucu jest przychodnia zdrowia, sklep wielobranżowy oraz warsztat mechaniczny.

## Transport
Z kibucu wyjeżdża się na zachód na drogę nr 4, którą jadąc na północ dojeżdża się do miasta Akka, lub jadąc na południe dojeżdża się do kibucu Kefar Masaryk. Na zachód od kibucu przebiega linia kolejowa, jednak najbliższa stacja to stacja kolejowa Akka.